# YOICHI WATANABE
Yoichi Watanabe（渡辺 洋一、わたなべ よういち、1959年1月20日 - ）は 、日本の音楽プロデューサー、レコーディング・エンジニア、ワールドミュージック研究家。慶應義塾大学卒業。東京都渋谷区出身。
トリニダード・トバゴ国立大学講師（The University of Trinidad and Tobago, The Academy for the Performing Arts）。

## 経歴
在学中から音楽雑誌、ブルース、後のブラック・ミュージック・リヴューを経てマガジンハウス編集部に在籍、ライターとして活動。
1983年 モーター、オートバイ用インターコムを企画・製品化、ヒット、海外でも発売。
1984年・85年、フィリピンのマニラ市のトンドスラムに居住DJとしてボランティア活動。
1986年、ニューヨークに移住。
1987年、ブルックリン区にFUNKY SLICE STUDIOS開設、ヒップホップの創世記に関わる。Azie Faisonと交流。
1998年、ブルックリンでカーニバルを初体験。
1990年、トリニダード・トバゴのカーニバルに参加、同年スタジオで録音されたアルバムがハイチで大ヒット、ワールドミュージックの録音の急増に貢献。　　　　　　
1994年・95年、移動式レコーディングシステムをデザイン、ボブ・マーリーのプロデューサー、クリス・ブラックウェルの全米ツアーに参加。
1996年、ブルックリン・カーニバルのライブサウンド・ミキシングを開始。
1999年、スタジオを売却してフリーランスになる。
2000年、ビクターエンタテインメントと契約、自身のアルバム『dRum and love』をプロデュース。
2001年、アメリカ同時多発テロ事件に遭遇し、トリニダード・トバゴで生まれた、世界で一番新しいアコースティック楽器であるスティールパンの録音を決意する。
2002年 - 2005年、トリニダード・トバゴでSTEEL LOVEシリーズを録音、ビクターエンタテインメントから4枚のアルバムを発売。
2005年、イクマあきらと共同プロデュースしたD-51の楽曲「NO MORE CRY」が大ヒット。その後も「ALWAYS」と「BRAND NEW WORLD」も手掛ける。日本とトリニダード・トバゴを往復。
2007年、MINMIのシングル「シャナナ☆」を本人と共同プロデュース、カーニバルの代表的イベントであるソカモナークファイナルに日本人アーティストとして初出場、9位入賞。　　　　　　　　　　　　　　　
2010年、今井克哉とトリニダード・トバゴでアーカイブ・レコーディングを本格化する。
2011年、東日本大震災後、トリニダード・トバゴの音楽家とトリビュート・アルバムを制作、売上を日本赤十字に寄付。
2014年、トリニダード・トバゴ・カーニバル親善使節の音響監督としてアフリカをツアーで廻る。ジンバブエのカーニバルに出場。エクソダス・スティール・オーケストラ日本公演で21都市を廻る。
2017年以降、カーニバルのスティールバンドのライブ音響を担当。ドキュメントドラマ「スティールパンの惑星」の録音をプロデュース。
2018年、トリニダード・トバゴのトップアーティストであるマシェル・モンタノと日本ツアー開催・高知県よさこい祭りに参加。
2019年、オリンピックホストタウンイベントで、UTTスティールバンドと日本ツアー開催。
2020年、NHK 4K・8K「世界の祭り」のスティールパン・パノラマの録音・ミキシングを担当。